# Ваал-Гад
Ваал-Гад е древен град в Ханаан.
Градът е известен от три споменавания в библейската Книга Иисус Навин като най-северната точка на завладените от Иисус Навин територии.[Нав. 12:7] Точното му местоположение не е известно – библейският текст го описва като място в Ливанската долина, близо до планината Ермон. Основната съвременна хипотеза го идентифицира с останките от селище от късната бронзова и ранната желязна епоха край ливанското село Ауш Кенабе.